# Петровское сельское поселение (Карелия)
Петро́вское сельское поселение — муниципальное образование в Кондопожском районе Республики Карелия Российской Федерации.
Административный центр — село Спасская Губа.

## Население
| 2009 | 2010 | 2012 | 2013 | 2014 | 2015 | 2016 |
| ---- | ---- | ---- | ---- | ---- | ---- | ---- |
| 987  | ↘805 | ↘767 | ↘711 | ↘669 | ↘628 | ↘606 |
| 2017 | 2018 | 2019 | 2020 | 2021 | 2023 |      |
| ↘598 | ↘582 | ↗850 | ↘816 | ↗922 | ↘890 |      |

## Населённые пункты
В состав сельского поселения входит 13 населённых пунктов:
| №  | Населённый пункт | Тип населённого пункта | Население |
| -- | ---------------- | ---------------------- | --------- |
| 1  | Ватчела          | деревня                | →0        |
| 2  | Верхняя Ламба    | деревня                | →6        |
| 3  | Вохтозеро        | деревня                | ↘13       |
| 4  | Готнаволок       | деревня                | ↘188      |
| 5  | Декнаволок       | деревня                | →7        |
| 6  | Марциальные Воды | посёлок                | ↘287      |
| 7  | Мунозеро         | деревня                | ↘4        |
| 8  | Наволок          | деревня                | ↘4        |
| 9  | Нелгомозеро      | посёлок                | ↘164      |
| 10 | Пялозеро         | деревня                | →10       |
| 11 | Спасская Губа    | село                   | ↘310      |
| 12 | Тереки           | деревня                | ↘4        |
| 13 | Утуки            | деревня                | →1        |

## История
В 1923 году Спасо-Преображенская волость Петрозаводского уезда была переименована в Петровскую в честь погибшего в 1921 году на Дону продовольственного комиссара Ивана Фёдоровича Петрова, и двух Петров Мюзиева (красноармейца) и Кирьянова (по другим данным Иякова), членов Спасогубской парторганизации, погибших в борьбе за Советскую власть уроженцев волости . Переименование произошло по ходатайству жителей волости. Центром волости было село Спасская Губа..
В 1927 году, когда Автономная Карельская ССР была вместо волостей и уездов разделена на 26 районов, был образован в том числе и Петровский район. В 1931 году районный центр из села Спасская Губа был перенесён в Гирвас. Но строительство в Кондопоге бумагоделательной фабрики внесло много поправок в возможную историю Спасской Губы. Города с названием Петровск так и не появилось. Но долгие годы посёлок оставался многолюдным поселением, центром сельскохозяйственного производства.
В 1957 году Петровский район был ликвидирован. Его территория вошла в Суоярвский и Кондопожский районы. 17 августа 1962 года Указом Президиума Верховного Совета КАССР Мунозерский сельсовет Кондопожского района был переименован в Петровский сельсовет того же района.
Петровское сельское поселение образовано законом от 1 ноября 2004 года.
В 2018 году в Петровское сельское поселение был включён посёлок Марциальные Воды как единственный населённый пункт упразднённого Курортного сельского поселения.

## Известные уроженцы
- Петров, Иван Фёдорович (комиссар) (?—1921) — большевик, продкомиссар.
- Филиппов, Василий Макарович (1921—1944) — Герой Советского Союза, родился в деревне Пижуйла.